# Liste der FFH-Gebiete in Venetien
Die Liste der FFH-Gebiete in Venetien enthält alle 130 Fauna-Flora-Habitat-Gebiete in der italienischen Region Venetien. Die Gebiete sind Bestandteil des europäischen Schutzgebietsnetzes Natura 2000.
Teilweise überschneiden sie sich mit bestehenden Schutzgebieten in Natur- und Landschaftsschutz.

## Hinweise zu den Angaben in der Tabelle
- Gebietsname: Amtliche Bezeichnung des Schutzgebiets
- Bild/Commons: Bild und Link zu weiteren Bildern aus dem Schutzgebiet
- WDPA-ID: Link zum Schutzgebiet in der World Database on Protected Areas
- EEA-ID: Link zum Schutzgebiet in der Datenbank der European Environment Agency (EEA)
- seit: Datum der Ausweisung als Schutzgebiet
- Lage: Geografischer Standort
- Provinz: Provinz oder Provinzen, in denen das Schutzgebiet liegt
- Fläche: Gesamtfläche des Schutzgebiets in Hektar
- Bemerkungen: Besonderheiten und Anmerkungen

Die Koordinatenangaben entsprechen denen, die der Europäischen Umweltagentur laut Datenerhebungsbogen gemeldet wurden. Sie dienen nur der groben Orientierung.
Bis auf die Spalte Lage sind alle Spalten sortierbar.

## Tabelle
| Gebietsname                                                                          | Bild/Commons   | WDPA-ID   | EEA-ID    | seit | Lage | Provinz                 | Fläche ha | Bemerkungen                                                                          |
| ------------------------------------------------------------------------------------ | -------------- | --------- | --------- | ---- | ---- | ----------------------- | --------- | ------------------------------------------------------------------------------------ |
| Altopiano dei Sette Comuni                                                           | weitere Bilder | 555580439 | IT3220036 | 1995 | ⊙    | Vicenza                 | 0014.988  |                                                                                      |
| Ambiti Fluviali del Reghena e del Lemene – Cave di Cinto Caomaggiore                 |                | 555540230 | IT3250012 | 2003 | ⊙    | Venedig                 | 000461    |                                                                                      |
| Ambito Fluviale del Livenza                                                          |                | 555540216 | IT3240013 | 2003 | ⊙    | Treviso                 | 001061    |                                                                                      |
| Ambito fluviale del Livenza e corso inferiore del Monticano                          |                | 555528655 | IT3240029 | 2006 | ⊙    | Treviso                 | 001955    |                                                                                      |
| Aree palustri di Melere – Monte Gal e boschi di Col d’Ongia                          |                | 555528642 | IT3230067 | 2003 | ⊙    | Belluno                 | 000111    |                                                                                      |
| Bacino Val Grande – Lavacci                                                          |                | 555540247 | IT3260021 | 2003 | ⊙    | Padua                   | 00051     |                                                                                      |
| Basso Garda                                                                          |                | 555540191 | IT3210018 | 1995 | ⊙    | Verona                  | 001431    |                                                                                      |
| Biotopo “Le Poscole”                                                                 |                | 555528625 | IT3220039 | 2006 | ⊙    | Vicenza                 | 000149    |                                                                                      |
| Bosco di Basalghelle                                                                 |                | 555540212 | IT3240006 | 1995 | ⊙    | Treviso                 | 00014     |                                                                                      |
| Bosco di Carpenedo                                                                   |                | 555580442 | IT3250010 | 1995 | ⊙    | Venedig                 | 00013     |                                                                                      |
| Bosco di Cavalier                                                                    |                | 555540218 | IT3240017 | 1995 | ⊙    | Treviso                 | 0009      |                                                                                      |
| Bosco di Cessalto                                                                    |                | 555580448 | IT3240008 | 1995 | ⊙    | Treviso                 | 00028     |                                                                                      |
| Bosco di Dueville                                                                    |                | 555540197 | IT3220013 | 2003 | ⊙    | Vicenza                 | 000319    |                                                                                      |
| Bosco di Dueville e risorgive limitrofe                                              |                | 555528626 | IT3220040 | 2006 | ⊙    | Padua Vicenza           | 000715    |                                                                                      |
| Bosco di Gaiarine                                                                    |                | 555580443 | IT3240016 | 1995 | ⊙    | Treviso                 | 0002      |                                                                                      |
| Bosco di Lison                                                                       |                | 555540227 | IT3250006 | 1995 | ⊙    | Venedig                 | 0006      |                                                                                      |
| Bosco Nordio                                                                         |                | 555540236 | IT3250032 | 1995 | ⊙    | Venedig                 | 000157    |                                                                                      |
| Bosco Zacchi                                                                         |                | 555540234 | IT3250022 | 1995 | ⊙    | Venedig                 | 0001      |                                                                                      |
| Buso della rana                                                                      | weitere Bilder | 555528622 | IT3220008 | 1995 | ⊙    | Vicenza                 | 0000,64   |                                                                                      |
| Campazzi di Onigo                                                                    |                | 555540222 | IT3240025 | 2003 | ⊙    | Treviso                 | 000213    |                                                                                      |
| Cave di Gaggio                                                                       |                | 555540231 | IT3250016 | 1995 | ⊙    | Venedig                 | 000115    |                                                                                      |
| Cave di Noale                                                                        | weitere Bilder | 555540232 | IT3250017 | 1995 | ⊙    | Venedig                 | 00043     |                                                                                      |
| Cima Campo – Monte Celado                                                            |                | 555580644 | IT3230090 | 2008 | ⊙    | Belluno                 | 001812    |                                                                                      |
| Civetta – Cime di San Sebastiano                                                     | weitere Bilder | 555580640 | IT3230084 | 1995 | ⊙    | Belluno                 | 006598    |                                                                                      |
| Col di Lana – Settsas – Cherz                                                        | weitere Bilder | 555540208 | IT3230086 | 2003 | ⊙    | Belluno                 | 002350    |                                                                                      |
| Colli Asolani                                                                        |                | 555528648 | IT3240002 | 1995 | ⊙    | Treviso                 | 002202    |                                                                                      |
| Colli Berici                                                                         | weitere Bilder | 555528623 | IT3220037 | 1995 | ⊙    | Vicenza                 | 0012.768  |                                                                                      |
| Colli Euganei – Monte Lozzo – Monte Ricco                                            |                | 555580457 | IT3260017 | 1999 | ⊙    | Padua                   | 0015.096  |                                                                                      |
| Comelico – Bosco della Digola – Brentoni – Tudaio                                    |                | 555528646 | IT3230085 | 1995 | ⊙    | Belluno                 | 0012.085  |                                                                                      |
| Delta del Po                                                                         |                | 555540249 | IT3270023 | 2005 | ⊙    | Rovigo Venedig          | 0025.364  | Teil des Parco regionale del Delta del Po                                            |
| Delta del Po: tratto terminale e delta veneto                                        | weitere Bilder | 555528673 | IT3270017 | 1995 | ⊙    | Rovigo Venedig          | 0025.364  | Teil des Parco regionale del Delta del Po                                            |
| Dolomiti d’Ampezzo                                                                   |                | 555580642 | IT3230071 | 1995 | ⊙    | Belluno                 | 0011.362  | Teil des Parco naturale regionale delle Dolomiti d’Ampezzo                           |
| Dolomiti del Cadore e del Comelico                                                   | weitere Bilder | 555540210 | IT3230089 | 2005 | ⊙    | Belluno                 | 0070.397  |                                                                                      |
| Dolomiti Feltrine e Bellunesi                                                        |                | 555580664 | IT3230083 | 1995 | ⊙    | Belluno                 | 0031.384  | Teil des Nationalpark Belluneser Dolomiten                                           |
| Dorsale prealpina tra Valdobbiadene e Serravalle                                     | weitere Bilder | 555540221 | IT3240024 | 2003 | ⊙    | Belluno Treviso         | 0011.622  |                                                                                      |
| Dune di Donada e Contarina                                                           |                | 555528668 | IT3270003 | 1995 | ⊙    | Rovigo                  | 00013     | Teil des Parco regionale del Delta del Po                                            |
| Dune di Rosolina e Volto                                                             |                | 555528669 | IT3270004 | 1995 | ⊙    | Rovigo                  | 000115    | Teil des Parco regionale del Delta del Po                                            |
| Dune fossili di Ariano Polesine                                                      |                | 555528670 | IT3270005 | 1995 | ⊙    | Rovigo                  | 000101    | Teil des Parco regionale del Delta del Po                                            |
| Dune residue del Bacucco                                                             |                | 555528664 | IT3250034 | 2002 | ⊙    | Venedig                 | 00013     |                                                                                      |
| Ex Cave di Casale – Vicenza                                                          |                | 555540196 | IT3220005 | 1995 | ⊙    | Vicenza                 | 00036     |                                                                                      |
| Ex Cave di Martellago                                                                | weitere Bilder | 555540233 | IT3250021 | 1995 | ⊙    | Venedig                 | 00050     |                                                                                      |
| Ex Cave di Villetta di Salzano                                                       |                | 555540228 | IT3250008 | 1995 | ⊙    | Venedig                 | 00064     |                                                                                      |
| Fiume Adige tra Belluno Veronese e Verona Ovest                                      | weitere Bilder | 555528619 | IT3210043 | 2006 | ⊙    | Verona                  | 000476    |                                                                                      |
| Fiume Adige tra Verona Est e Badia Polesine                                          |                | 555528618 | IT3210042 | 2006 | ⊙    | Padua Rovigo Verona     | 002090    |                                                                                      |
| Fiume Brenta dal confine trentino a Cismon del Grappa                                |                | 555528621 | IT3220007 | 1995 | ⊙    | Vicenza                 | 001680    |                                                                                      |
| Fiume Meschio                                                                        |                | 555528658 | IT3240032 | 2006 | ⊙    | Treviso                 | 00040     |                                                                                      |
| Fiume Piave dai Maserot alle grave di Pederobba                                      | weitere Bilder | 555528647 | IT3230088 | 2006 | ⊙    | Belluno Treviso         | 003236    |                                                                                      |
| Fiumi Reghena e Lemene – Canale Taglio e rogge limitrofe – Cave di Cinto Caomaggiore |                | 555528665 | IT3250044 | 2006 | ⊙    | Venedig                 | 000640    |                                                                                      |
| Fiume Sile dalle sorgenti a Treviso Ovest                                            |                | 555528654 | IT3240028 | 2006 | ⊙    | Padua Treviso           | 001490    | Teil des Parco naturale regionale del Fiume Sile                                     |
| Fiume Sile da Treviso Est a San Michele Vecchio                                      |                | 555528657 | IT3240031 | 2006 | ⊙    | Treviso Venedig         | 000753    | Teil des Parco naturale regionale del Fiume Sile                                     |
| Fiume Sile: Sile Morto e ansa a S. Michele Vecchio                                   |                | 555540219 | IT3240019 | 1999 | ⊙    | Treviso Venedig         | 000539    | Teil des Parco naturale regionale del Fiume Sile                                     |
| Fiumi Meolo e Vallio                                                                 |                | 555528659 | IT3240033 | 2006 | ⊙    | Treviso Venedig         | 00085     |                                                                                      |
| Foce del Tagliamento                                                                 |                | 555540237 | IT3250040 | 2003 | ⊙    | Venedig                 | 000280    |                                                                                      |
| Fontane Bianche di Lancenigo                                                         |                | 555580444 | IT3240012 | 1995 | ⊙    | Treviso                 | 00064     |                                                                                      |
| Fontane di Nogarè                                                                    | weitere Bilder | 555528637 | IT3230044 | 1995 | ⊙    | Belluno                 | 000212    |                                                                                      |
| Fontanili di Povegliano                                                              |                | 555580430 | IT3210008 | 1995 | ⊙    | Verona                  | 000118    |                                                                                      |
| Foresta del Cansiglio                                                                | weitere Bilder | 555580638 | IT3230077 | 1995 | ⊙    | Belluno Treviso         | 005060    | Grenzt an das gleichnamige FFH-Gebiet der Region Friaul-Julisch Venetien (IT3310006) |
| Garzaia della tenuta “Civrana”                                                       |                | 555540240 | IT3250043 | 2005 | ⊙    | Venedig                 | 00024     |                                                                                      |
| Garzaia di Pederobba                                                                 |                | 555540224 | IT3240034 | 2005 | ⊙    | Belluno Treviso         | 000163    |                                                                                      |
| Golena di Bergantino                                                                 |                | 555540248 | IT3270022 | 2005 | ⊙    | Rovigo                  | 000224    |                                                                                      |
| Gorghi di Trecenta                                                                   | weitere Bilder | 555528672 | IT3270007 | 2005 | ⊙    | Rovigo                  | 00020     |                                                                                      |
| Granezza                                                                             | weitere Bilder | 555528620 | IT3220002 | 1995 | ⊙    | Vicenza                 | 001303    |                                                                                      |
| Grave del Piave                                                                      |                | 555540220 | IT3240023 | 2003 | ⊙    | Treviso                 | 004688    |                                                                                      |
| Grave del Piave – Fiume Soligo – Fosso di Negrisia                                   |                | 555528656 | IT3240030 | 2006 | ⊙    | Treviso                 | 004752    |                                                                                      |
| Grave e Zone umide della Brenta                                                      |                | 555540245 | IT3260018 | 1995 | ⊙    | Padua Vicenza           | 003848    | Teil des Parco Regionale del Brenta                                                  |
| Gruppo Antelao – Marmarole – Sorapis                                                 | weitere Bilder | 555540205 | IT3230081 | 1996 | ⊙    | Belluno                 | 0017.070  |                                                                                      |
| Gruppo del Popera – Dolomiti di Auronzo e di Val Comelico                            |                | 555580639 | IT3230078 | 1995 | ⊙    | Belluno                 | 008925    |                                                                                      |
| Gruppo del Sella                                                                     | weitere Bilder | 555528627 | IT3230003 | 1995 | ⊙    | Belluno                 | 000449    |                                                                                      |
| Gruppo del Visentin: M. Faverghera – M. Cor                                          |                | 555528632 | IT3230025 | 1995 | ⊙    | Belluno Treviso         | 001562    |                                                                                      |
| Gruppo Marmolada                                                                     | weitere Bilder | 555528628 | IT3230005 | 1995 | ⊙    | Belluno                 | 001305    |                                                                                      |
| Laghetto del Frassino                                                                | weitere Bilder | 555580426 | IT3210003 | 1995 | ⊙    | Verona                  | 00078     |                                                                                      |
| Laghi di Revine                                                                      |                | 555528652 | IT3240014 | 1995 | ⊙    | Treviso                 | 000119    |                                                                                      |
| Lago di Busche – Vincheto di Cellarda – Fontane                                      |                | 555540200 | IT3230032 | 2003 | ⊙    | Belluno                 | 000537    |                                                                                      |
| Lago di Misurina                                                                     | weitere Bilder | 555528631 | IT3230019 | 1995 | ⊙    | Belluno                 | 00075     |                                                                                      |
| Lago di Santa Croce                                                                  | weitere Bilder | 555528639 | IT3230047 | 1995 | ⊙    | Belluno                 | 000788    |                                                                                      |
| Laguna del Mort e Pinete di Eraclea                                                  | weitere Bilder | 555528660 | IT3250013 | 1995 | ⊙    | Venedig                 | 000214    |                                                                                      |
| Laguna di Caorle – Foce del Tagliamento                                              | weitere Bilder | 555528663 | IT3250033 | 1995 | ⊙    | Venedig                 | 004386    |                                                                                      |
| Laguna di Venezia                                                                    | weitere Bilder | 555540242 | IT3250046 | 2007 | ⊙    | Padua Venedig           | 0055.209  |                                                                                      |
| Laguna medio-inferiore di Venezia                                                    |                | 555528661 | IT3250013 | 1995 | ⊙    | Padua Venedig           | 0026.385  |                                                                                      |
| Laguna superiore di Venezia                                                          |                | 555528662 | IT3250031 | 1995 | ⊙    | Venedig                 | 0020.365  |                                                                                      |
| Le Vallette                                                                          |                | 555540246 | IT3260020 | 2003 | ⊙    | Padua                   | 00013     |                                                                                      |
| Lido di Venezia: biotopi litoranei                                                   |                | 555540235 | IT3250023 | 1995 | ⊙    | Venedig                 | 000166    |                                                                                      |
| Massiccio del Grappa                                                                 | weitere Bilder | 555540199 | IT3230022 | 1995 | ⊙    | Belluno Treviso Vicenza | 0022.474  |                                                                                      |
| Monte Baldo Est                                                                      | weitere Bilder | 555580437 | IT3210041 | 1995 | ⊙    | Verona                  | 002762    |                                                                                      |
| Monte Baldo Ovest                                                                    | weitere Bilder | 555580433 | IT3210039 | 1995 | ⊙    | Verona                  | 006510    |                                                                                      |
| Monte Baldo: Val dei Mulini, Senge di Marciaga, Rocca di Garda                       | weitere Bilder | 555528615 | IT3210007 | 1995 | ⊙    | Verona                  | 000676    |                                                                                      |
| Monte Cesen                                                                          |                | 555528649 | IT3240003 | 1995 | ⊙    | Treviso                 | 003697    |                                                                                      |
| Monte Dolada Versante S.E.                                                           | weitere Bilder | 555528634 | IT3230027 | 1995 | ⊙    | Belluno                 | 000659    |                                                                                      |
| Montello                                                                             |                | 555528650 | IT3240004 | 1995 | ⊙    | Treviso                 | 005069    |                                                                                      |
| Monte Luppia e P.ta San Vigilio                                                      |                | 555528614 | IT3210004 | 1995 | ⊙    | Verona                  | 001037    |                                                                                      |
| Monte Pastello                                                                       |                | 555528617 | IT3210021 | 1995 | ⊙    | Verona                  | 001750    |                                                                                      |
| Monte Pelmo – Mondeval – Formin                                                      | weitere Bilder | 555528630 | IT3230017 | 1995 | ⊙    | Belluno                 | 0011.065  |                                                                                      |
| Monti Lessini: cascate di Molina                                                     | weitere Bilder | 555528613 | IT3210002 | 1995 | ⊙    | Verona                  | 000233    | Teil des Parco naturale regionale della Lessinia                                     |
| Monti Lessini – Pasubio – Piccole Dolomiti Vicentine                                 |                | 555580434 | IT3210040 | 1995 | ⊙    | Verona Vicenza          | 0013.872  |                                                                                      |
| Monti Lessini: Ponte di Veja, Vaio della Marciora                                    | weitere Bilder | 555580641 | IT3210006 | 1995 | ⊙    | Verona                  | 000171    | Teil des Parco naturale regionale della Lessinia                                     |
| Muson vecchio, sorgenti e roggia Acqualonga                                          |                | 555528667 | IT3260023 | 2006 | ⊙    | Padua Treviso           | 00027     |                                                                                      |
| Pale di San Martino: Focobon, Pape – San Lucano, Agner – Croda Granda                | weitere Bilder | 555580441 | IT3230043 | 1995 | ⊙    | Belluno                 | 0010.910  |                                                                                      |
| Palude del Brusà – Le Vallette                                                       |                | 555580436 | IT3210016 | 1995 | ⊙    | Verona                  | 000171    |                                                                                      |
| Palude del Busatello                                                                 | weitere Bilder | 555540187 | IT3210013 | 1995 | ⊙    | Verona                  | 000443    |                                                                                      |
| Palude del Feniletto – Sguazzo del Vallese                                           |                | 555540188 | IT3210014 | 1995 | ⊙    | Verona                  | 000167    |                                                                                      |
| Palude di Onara                                                                      |                | 555540243 | IT3260001 | 1999 | ⊙    | Padua                   | 000133    |                                                                                      |
| Palude di Onara e corso d’acqua di risorgiva S. Girolamo                             |                | 555528666 | IT3260022 | 2006 | ⊙    | Padua                   | 000148    |                                                                                      |
| Palude di Pellegrina                                                                 |                | 555540189 | IT3210015 | 1995 | ⊙    | Verona                  | 000111    |                                                                                      |
| Palude le Marice – Cavarzere                                                         |                | 555540241 | IT3250045 | 2005 | ⊙    | Venedig                 | 00046     |                                                                                      |
| Palù del Quartiere del Piave                                                         |                | 555528653 | IT3240015 | 1995 | ⊙    | Treviso                 | 000692    |                                                                                      |
| Passo di San Boldo                                                                   |                | 555528633 | IT3230026 | 1995 | ⊙    | Treviso                 | 00038     |                                                                                      |
| Penisola del Cavallino: biotopi litoranei                                            |                | 555540226 | IT3250003 | 1995 | ⊙    | Venedig                 | 000315    |                                                                                      |
| Perdonanze e corso del Monticano                                                     |                | 555528651 | IT3240005 | 1995 | ⊙    | Treviso                 | 000364    |                                                                                      |
| Prai di Castello di Godego                                                           |                | 555540223 | IT3240026 | 2003 | ⊙    | Treviso                 | 001561    |                                                                                      |
| Rotta di S. Martino                                                                  |                | 555528671 | IT3270006 | 1995 | ⊙    | Rovigo                  | 00032     | Teil des Parco regionale del Delta del Po                                            |
| Settolo Basso                                                                        |                | 555540225 | IT3240035 | 2005 | ⊙    | Treviso                 | 000374    |                                                                                      |
| Sguazzo di Rivalunga                                                                 |                | 555540192 | IT3210019 | 1995 | ⊙    | Verona                  | 000186    |                                                                                      |
| Sile: sorgenti, paludi di Morgano e S. Cristina                                      |                | 555540214 | IT3240011 | 1999 | ⊙    | Padua Treviso           | 001299    | Teil des Parco naturale regionale del Fiume Sile                                     |
| Tegnùe di Chioggia                                                                   |                | 555578834 | IT3250047 | 2010 | ⊙    | Venedig                 | 002655    |                                                                                      |
| Tegnùe di Porto Falconera                                                            |                | 555578835 | IT3250048 | 2010 | ⊙    | Venedig                 | 00623     |                                                                                      |
| Torbiera di Antole                                                                   |                | 555528638 | IT3230045 | 1995 | ⊙    | Belluno                 | 00025     |                                                                                      |
| Torbiera di Lipoi                                                                    |                | 555528636 | IT3230042 | 1995 | ⊙    | Belluno                 | 00065     |                                                                                      |
| Torbiere di Danta                                                                    |                | 555528640 | IT3230060 | 2003 | ⊙    | Belluno                 | 000205    |                                                                                      |
| Torbiere di Lac Torond                                                               |                | 555528641 | IT3230063 | 2002 | ⊙    | Belluno                 | 00038     |                                                                                      |
| Torrente Valdiezza                                                                   |                | 555528624 | IT3220038 | 2006 | ⊙    | Vicenza                 | 00033     |                                                                                      |
| Val Galina e Progno Borago                                                           | weitere Bilder | 555528616 | IT3210012 | 1995 | ⊙    | Verona                  | 000989    |                                                                                      |
| Valle Vecchia – Zumelle – Valli di Bibione                                           | weitere Bilder | 555540238 | IT3250041 | 2003 | ⊙    | Venedig                 | 002089    |                                                                                      |
| Valli Zignago – Perera – Franchetti – Nova                                           |                | 555540239 | IT3250042 | 2003 | ⊙    | Venedig                 | 002507    |                                                                                      |
| Valli del Cismon – Vanoi: Monte Coppolo                                              |                | 555580446 | IT3230035 | 1995 | ⊙    | Belluno                 | 002845    |                                                                                      |
| Vallona di Loreo                                                                     |                | 555580458 | IT3270024 | 2008 | ⊙    | Rovigo                  | 00064     |                                                                                      |
| Valpiana – Valmorel                                                                  | weitere Bilder | 555528643 | IT3230068 | 2003 | ⊙    | Belluno                 | 000126    |                                                                                      |
| Val Talagona – Gruppo Monte Cridola – Monte Duranno                                  |                | 555528645 | IT3230080 | 1995 | ⊙    | Belluno                 | 0012.253  |                                                                                      |
| Val Tovanella Bosconero                                                              |                | 555528635 | IT3230031 | 1995 | ⊙    | Belluno                 | 008846    |                                                                                      |
| Val Visdende – Monte Peralba – Quaternà                                              |                | 555528629 | IT3230006 | 1995 | ⊙    | Belluno                 | 0014.166  |                                                                                      |
| Versante Sud delle Dolomiti Feltrine                                                 |                | 555540209 | IT3230087 | 2003 | ⊙    | Belluno                 | 008097    |                                                                                      |

(Stand Januar 2020)